# Kerspenhausen
Kerspenhausen ist der zweitgrößte Ortsteil der Marktgemeinde  Niederaula im osthessischen Landkreis Hersfeld-Rotenburg. Er liegt nordöstlich des Hauptortes in der Region Waldhessen an der Fulda.

## Geschichte
Erstmals urkundlich erwähnt wird der Ort im Jahre 1146. Der heutige Ortsname entwickelt sich von Christpinhusin und Kyrspanshusen
zum heutigen Kerspenhausen.
Im Ort gibt es eine evangelisch-reformierte Kirche im kurhessisch-waldeckischen Kirchspiel Kerspenhausen (hierzu gehören Rossbach und Hilperhausen). Nach der Inschrift über dem Eingang wurde mit ihrem Bau 1512 begonnen; 1768 wurde eine Renovierung durchgeführt.
Im Zuge der Gebietsreform in Hessen wurde die Nachbargemeinde Hilperhausen am 1. Dezember 1970 auf freiwilliger Basis eingegliedert. Kerspenhausen kam dann am 1. August 1972 zu Niederaula.
Für den Ortsteil Kerspenhausen wurde ein Ortsbezirk mit Ortsbeirat und Ortsvorsteher nach der Hessischen Gemeindeordnung eingerichtet.

## Politik
Für den Ortsteil Kerspenhausen besteht ein Ortsbezirk (Gebiete der ehemaligen Gemeinde Kerspenhausen) mit Ortsbeirat und Ortsvorsteher nach der Hessischen Gemeindeordnung. Der Ortsbeirat besteht aus fünf Mitgliedern. Nach den Kommunalwahlen in Hessen 2021 gesteht der Ortsbeirat aus fünf fraktionslosen Mitgliedern. Diese wählten Michael Grenzebach zum Ortsvorsteher.

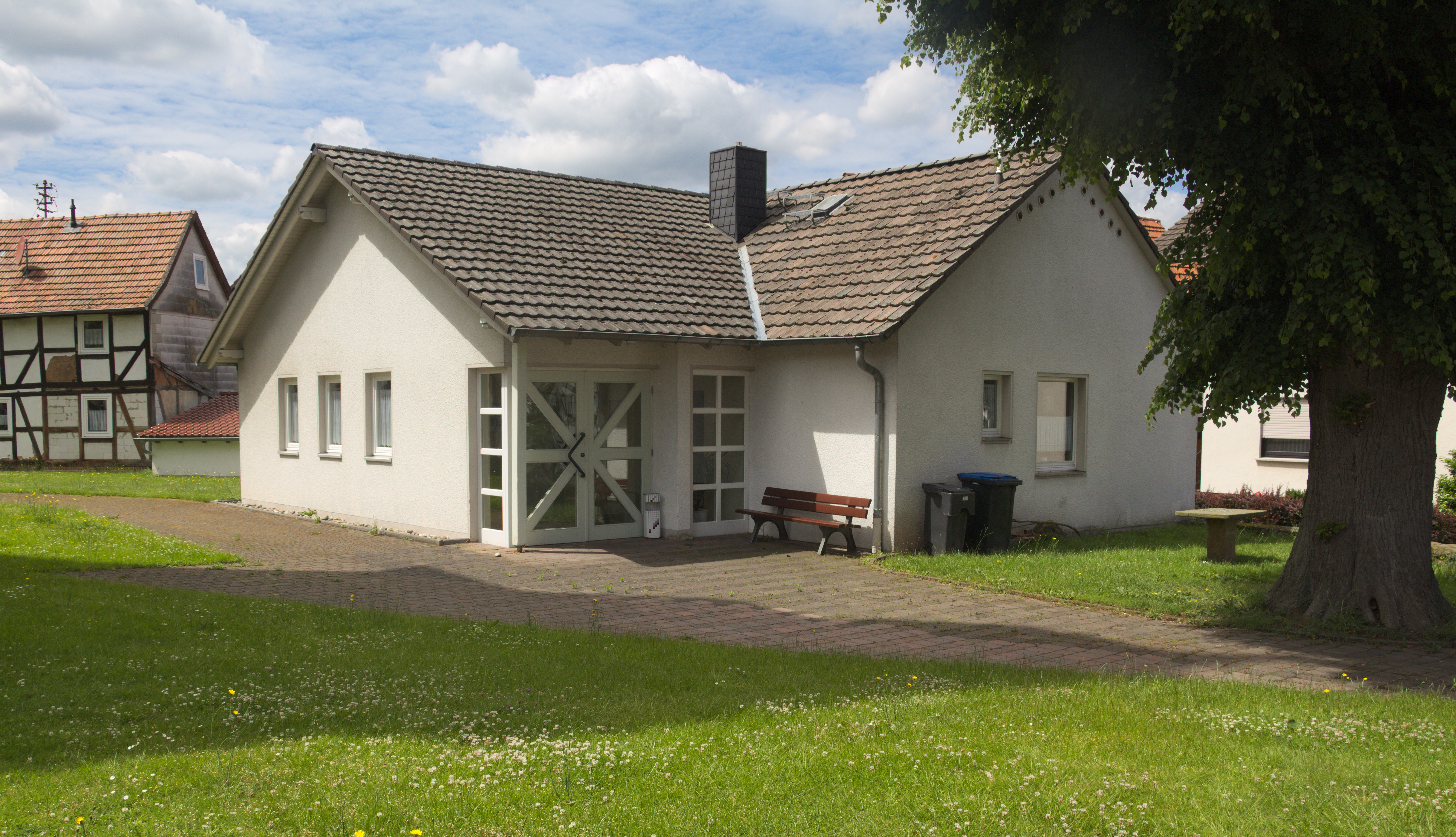
Bürgerhaus

## Infrastruktur
Durch den Ort verläuft die Landesstraße 3432. Den Busverkehr stellt die Regionalverkehr Kurhessen GmbH sicher. Im Ort gibt es ein Dorfgemeinschaftshaus.
Das Gebiet um die Trinkwassergewinnungsanlage „Tiefbrunnen Kerspenhausen“ wurde zum Wasserschutzgebiet erklärt.

## Bauwerke
Für die unter Denkmalschutz stehenden Kulturdenkmale des Ortes siehe die Liste der Kulturdenkmäler in Kerspenhausen.

## Persönlichkeiten
- Ernst Most (1803–1869), Landwirt und Mitglied der kurhessischen Ständeversammlung